# 邁因哈德二世
邁因哈德二世（德語：Meinhard II.，約1238年—1295年11月1日），克恩頓公爵，1286年至1295年在位。

## 家庭
1259年，邁因哈德與巴伐利亞的伊莉莎白結婚，兩人共有2子2女：
1. 伊莉莎白（1262年—1312年），德意志王后
2. 奧托三世（英语：Otto III, Duke of Carinthia）（1265年—1310年），克恩頓公爵
3. 亨利（1265年—1335年），波希米亞國王
4. 阿格尼絲（？—1293年），邁森藩侯夫人